# Зимбру (Арад)
Зимбру (рум. Zimbru) насеље је у Румунији у округу Арад у општини Гурахонц. Oпштина се налази на надморској висини од 254 m.

## Становништво
Према подацима из 2002. године у насељу је живело 399 становника, од којих су сви румунске националности.